# Jup Weber

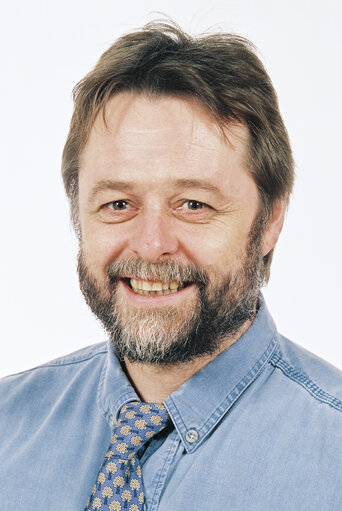
Jup Weber

Joseph Giovanni „Jup“ Weber (* 15. Juni 1950 in Luxemburg; † Oktober 2021 in Belgien) war ein luxemburgischer Politiker (GAP, GLEI, GaL).

## Leben
Weber war Diplom-Ingenieur für Forstwirtschaft an der Universität für Bodenkultur Wien. 1983 war er Mitbegründer der Luxemburger Grünen (Gréng Alternativ Partei, GAP). Er war Vorsitzender der Grünen in Junglinster. Von 1984 bis 1994 gehörte er zu den ersten grünen Mitgliedern der Abgeordnetenkammer. Nach parteiinternen Streitigkeiten gründete er 1985 die GAP-Abspaltung Gréng Lëscht Ekologesch Initiativ (GLEI). 1994 wurde er auf einer gemeinsamen Liste von GAP und GLEI in das Europäische Parlament gewählt.
1995 fusionierten beide Parteien, Weber schloss sich jedoch der Fusion nicht an, sondern gründete mit der Gréng a Liberal Allianz (GaL) eine neue Partei. Er verließ zudem die Grüne Fraktion im Europäischen Parlament und wechselte zur Fraktion der Europäischen Radikalen Allianz. Bei der Kammerwahl 1999 scheiterte die GaL mit 1,1 % der Stimmen am Einzug in die Kammer. Bei der zeitgleich stattfindenden Europawahl erreichte sie 1,83 %, sodass Weber sein Mandat verlor. Die GaL wurde bald darauf aufgelöst.
Weber war Offizier des luxemburgischen Eichenkranzordens.